# كولومبا بوش
كولومبا بوش (بالإسبانية: Columba Bush؛ بالإنجليزية: Columba Bush) هي فاعلة خير مكسيكية وأمريكية، ولدت في 17 أغسطس 1953 في ليون في المكسيك.

## وصلات خارجية
- كولومبا بوش على موقع إن إن دي بي (الإنجليزية)